# Municipio de Garfield (condado de Lac qui Parle)
El municipio de Garfield (en inglés: Garfield Township) es un municipio ubicado en el condado de Lac qui Parle en el estado estadounidense de Minnesota. En el año 2010 tenía una población de 145 habitantes y una densidad poblacional de 1,5 personas por km².

## Geografía
El municipio de Garfield se encuentra ubicado en las coordenadas 44°55′19″N 96°17′55″O / 44.92194, -96.29861. Según la Oficina del Censo de los Estados Unidos, el municipio tiene una superficie total de 96.44 km², de la cual 96,38 km² corresponden a tierra firme y (0,06 %) 0,06 km² es agua.

## Demografía
Según el censo de 2010, había 145 personas residiendo en el municipio de Garfield. La densidad de población era de 1,5 hab./km². De los 145 habitantes, el municipio de Garfield estaba compuesto por el 99,31 % blancos, el 0,69 % eran asiáticos. Del total de la población el 0 % eran hispanos o latinos de cualquier raza.